# Birthe Wilke
Birthe Wilke (Koppenhága, 1936. március 19. –) dán énekesnő.
Két ízben is ő képviselte hazáját az Eurovíziós Dalfesztiválon. Először 1957-ben Gustav Wincklerrel duóban, majd másodjára 1959-ben, ekkor már szólóban. 

## Fordítás
- Ez a szócikk részben vagy egészben  a   Birthe Wilke című angol Wikipédia-szócikk ezen változatának fordításán alapul.  Az eredeti cikk szerkesztőit annak laptörténete sorolja fel. Ez a jelzés csupán a megfogalmazás eredetét és a szerzői jogokat jelzi, nem szolgál a cikkben szereplő információk forrásmegjelöléseként.